# ヌンイラ玲美
ヌンイラ 玲美（ヌンイラ れみ、1993年9月14日 - ）は、日本の女子バスケットボール選手である。ポジションはセンターフォワード。Wリーグの日立ハイテク クーガーズ所属。千葉県出身。

## 来歴
市立柏高校から奈良学園大学に進み、4年時にユニバーシアード日本代表に選出。
卒業後、日立ハイテクに入社。
2020年退団。

## 人物
父はガーナ人。3姉妹の次女で、姉は2014年世界柔道銀メダリストのヌンイラ華蓮。

## 経歴
- 市立柏高 - 奈良学園大 - 日立ハイテク（2016年〜2020年）

## 日本代表歴
- 2015ユニバーシアード